# رونالد ماديسون
رونالد ماديسون (بالإنجليزية: Ronald Maddison) هو مهندس بريطاني، ولد في 23 يناير 1933 في كونست ‏ في المملكة المتحدة، وتوفي في 6 مايو 1953 في Porton Down ‏ في المملكة المتحدة بسبب سارين.